# Sound Juicer
Sound Juicer（サウンド・ジューサー）は、CDリッパーである Cdparanoia ライブラリを使用するグラフィカルなフロントエンドである。このアプリケーションは、音楽CDの取り込みや、コンピューターあるいはデジタル・プレーヤー用にオーディオ・ファイルを変換することを可能とする。mp3 (via LAME), Ogg Vorbis や FLAC、非圧縮の PCM フォーマットといった、GStreamer プラグインがサポートするオーディオ・コーデックへとリッピングが行える。
Sound Juicer は、ユーザーが余分な操作をしなくても気軽に使用できるように工夫されている。例えば、利用中のコンピューターがインターネットに接続されているときは、楽曲情報を無料サービスの MusicBrainz　から自動的に取得するようになっている。Sound Juicer は自由ソフトウェアであり、かつオープンソースなソフトウェアである。バージョン 2.10 以降、GNOMEに含まれる公式なプロジェクトの一部となった。
バージョン 2.12 以降の Sound Juicer には、CD再生機能が実装されている（掲載のスクリーンショット参照のこと）。